# Europaperspektiv
Europaperspektiv är en gemensam årsbok för Europaforskning från de svenska universitetens institutioner för ekonomi, juridik och statskunskap som sedan 1998 samarbetar i tre nätverk (SNEE, SNEF och SNES) för Europaforskning.
Syftet med årsboken är att göra viktiga forskningsresultat tillgängliga på svenska för en bredare allmänhet.  Ambitionen är att publicera forskningsnära bidrag för att främja en djupare förståelse av unionsproblemet på såväl kort som medellång och längre sikt. Årsbokens bidrag ska vara populärt utformade, men inte agiterande utan prövande och folkbildande.
Verksamheten finansieras med hjälp av särskilda medel som avsattes av riksdagen efter förslag i forskningspropositionen hösten 1997. Resurserna används för en gemensam infrastruktur av kurser, konferenser och arbetsmöten. Doktorandarbeten och forskningsprojekt finansieras på vanligt sätt genom fakulteter, forskningsråd och sektorsorgan.